# Church (album)
Church è il terzo album in studio del duo svedese Galantis, pubblicato il 7 febbraio 2020.

## Tracce
1. Steel – 4:23
2. Faith (con Dolly Parton featuring Mr Probz) – 3:06
3. Unless It Hurts – 2:57
4. Never Felt A Love Like This (con Hook N Sling featuring Dotan) – 3:35
5. Holy Water – 2:56
6. Hurricane (con John Newman) – 3:21
7. Stella – 3:32
8. Bonfire (con Steve James) – 3:13
9. I Found U (con Passion Pit) – 3:27
10. Fuck Tomorrow Now – 3:44
11. Miracle (con Bali Bandits) – 2:37
12. Feel Something (feat. Flyckt) – 2:35
13. We Can Get High (con Yellow Claw) – 2:37
14. Bones (feat. OneRepublic) – 3:25